# Choripán

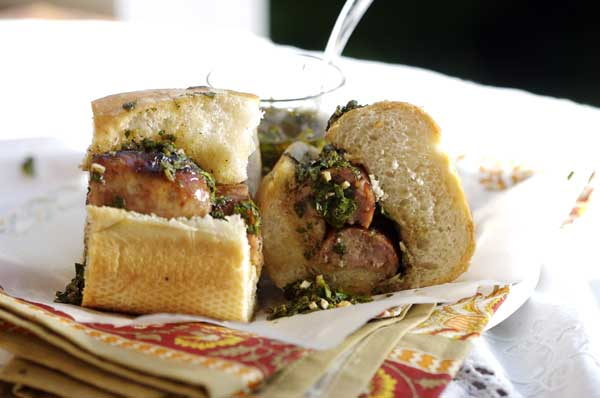
Un choripán.

Le choripán,, est le nom donné en Argentine,,,,,, à un sandwich constitué d'une saucisse et d'un petit pain, qui peut être mangé nature ou assaisonné de chimichurri, de salsa golf (es) ou de salsa criolla. Il est très populaire,, et on le mange lors d'un asado et en restauration rapide.